# Čubrina
Čubrina (polsky Cubryna) je štít v hlavním hřebeni Vysokých Tater. Do Polska spadá velkými stěnami, severovýchodní k Mořskému oku má až 850 m. Stěny jsou však přerušeny několika sutinovými terasami, tzv. galeriemi, které jsou snadno schůdné a využívány na nástupy i sestupy. Ze slovenské strany vytváří impozantní závěr Temnosmrečinské doliny, z Mengusovské doliny tvoří součást hřebene Mengusovských štítů a je odtud také přístupná - ovšem pouze s doprovodem horského vůdce.
Vrchol je značně rozeklaný, odtud pochází původní název "Čupřina" (účes).

## Topografie
Čubrina je uzlový štít, od Velkého Mengusovského štítu ji odděluje Hincovo sedlo a od Druhého Mnicha štrbina pod Druhým mnichem. Na jihozápad vystupuje Kriváňská rozsocha, kterou od Čubrinky ji dělí Čubrinská štrbina. Tři galerie protínající kolmé stěny na polské straně se nazývají Veľká, Malá a Zadná galéria čubrinská.

## Různé výstupy
- 1884 První výstup na vrchol K. Potkański, K. Bednarz a J. Fedra z Čubrinskej štrbiny.
- 1922 Prvovýstup pilířem Čubriny L. Grunn a M. Świerże
- 1950 První slovenský výstup pilířem J. Andráši, A. Puškáš, H. Rácz, I. Urbanovič a tři polští horolezci.

Ze slovenské strany patří k nejtěžším cestám pravý pilíř jihozápadní stěny nad Piargovou kotlinkou přes převisy, VI A1.

## Galerie

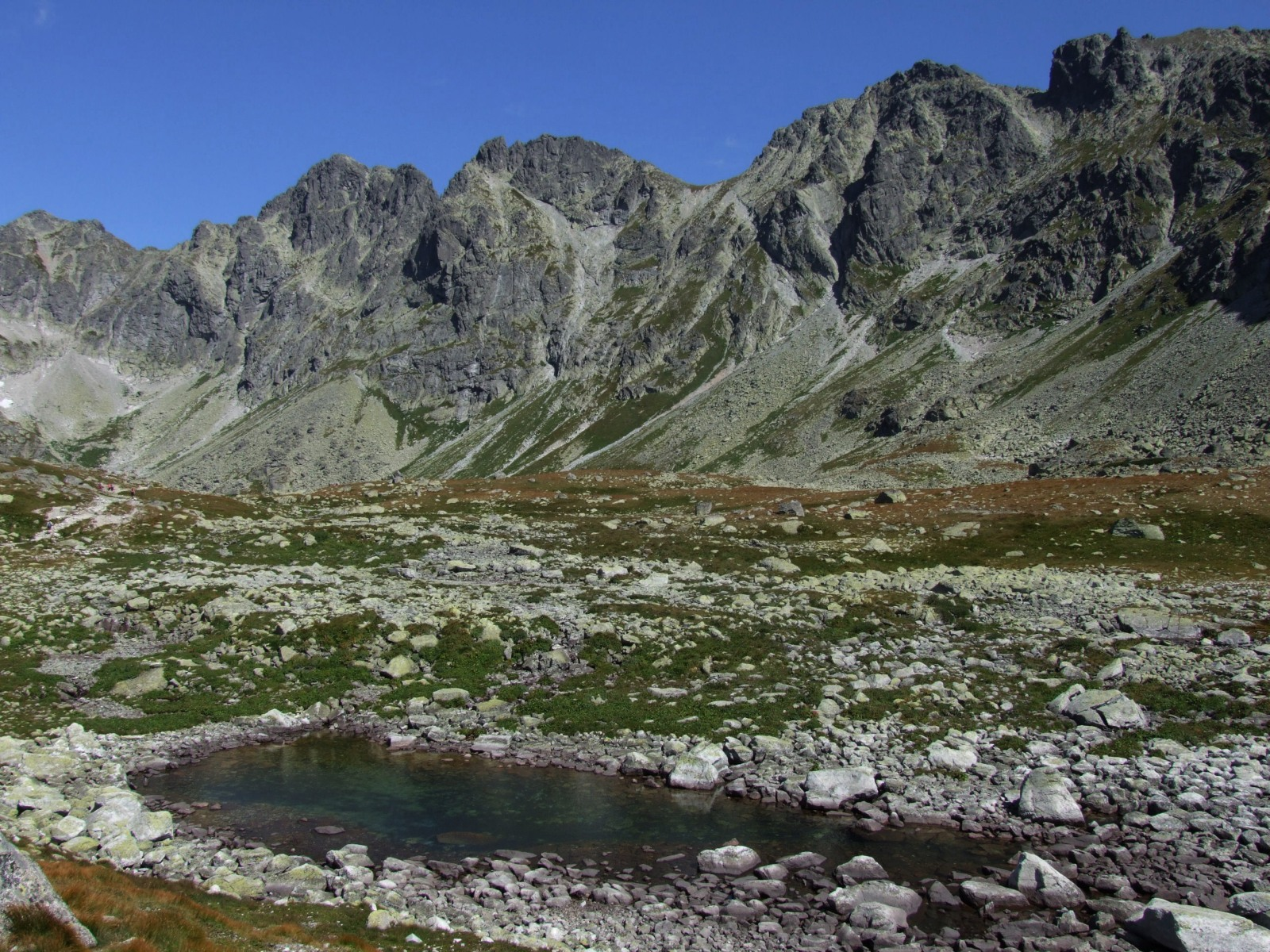
Čubrina, Veľký a Prostredný Mengusovský štít.
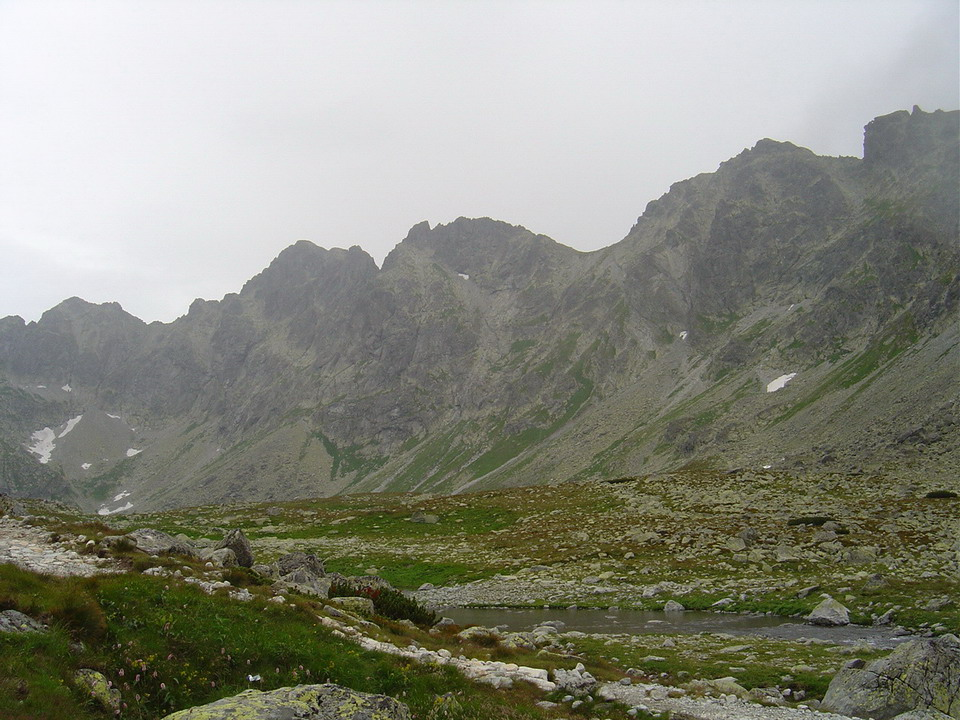
Čubrina, Veľký, Prostredný a Východný Mengusovský štít.
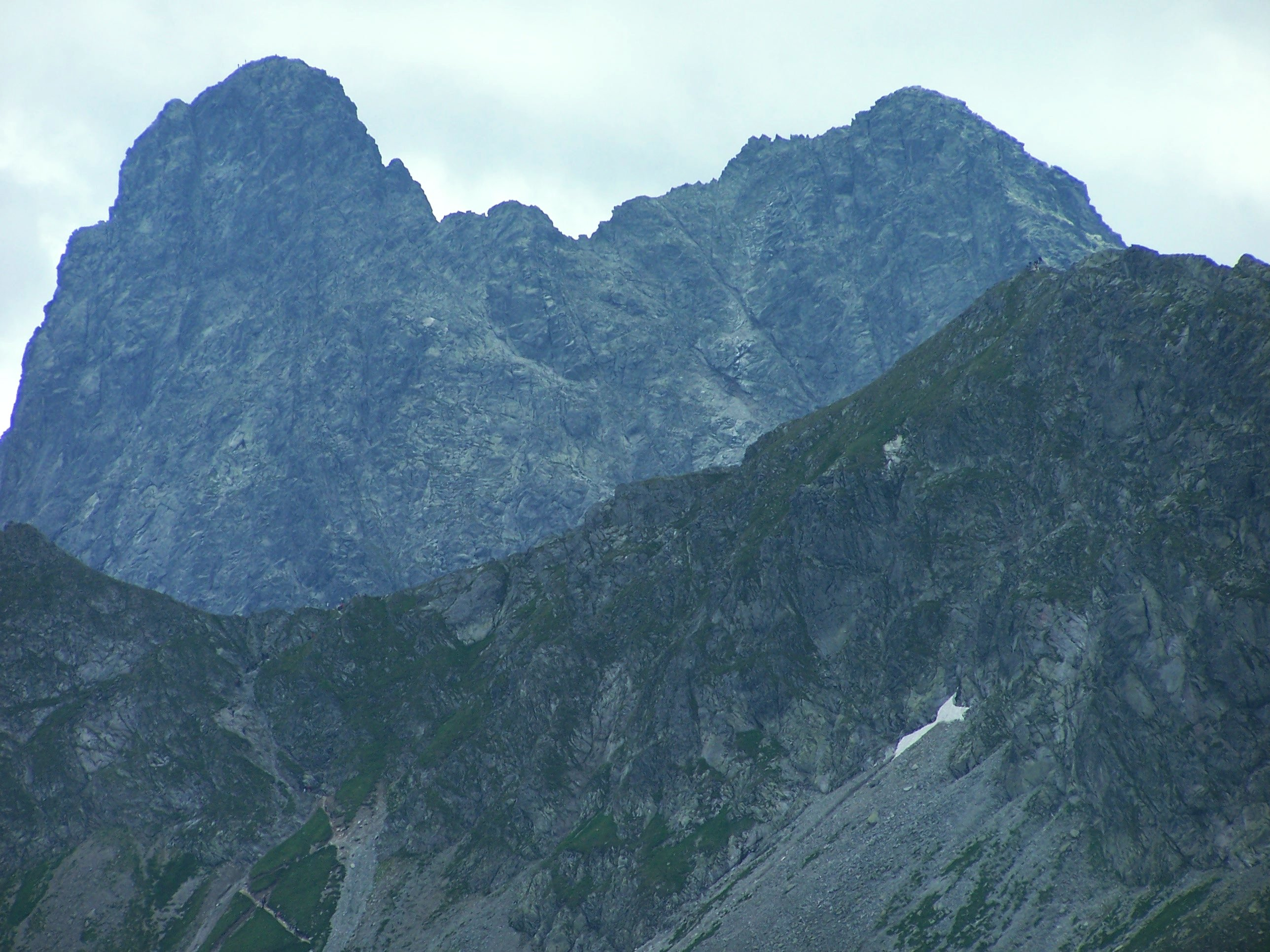
Veľký Mengusovský štít a Čubrina, pod ní travnatější Hrubý štít.
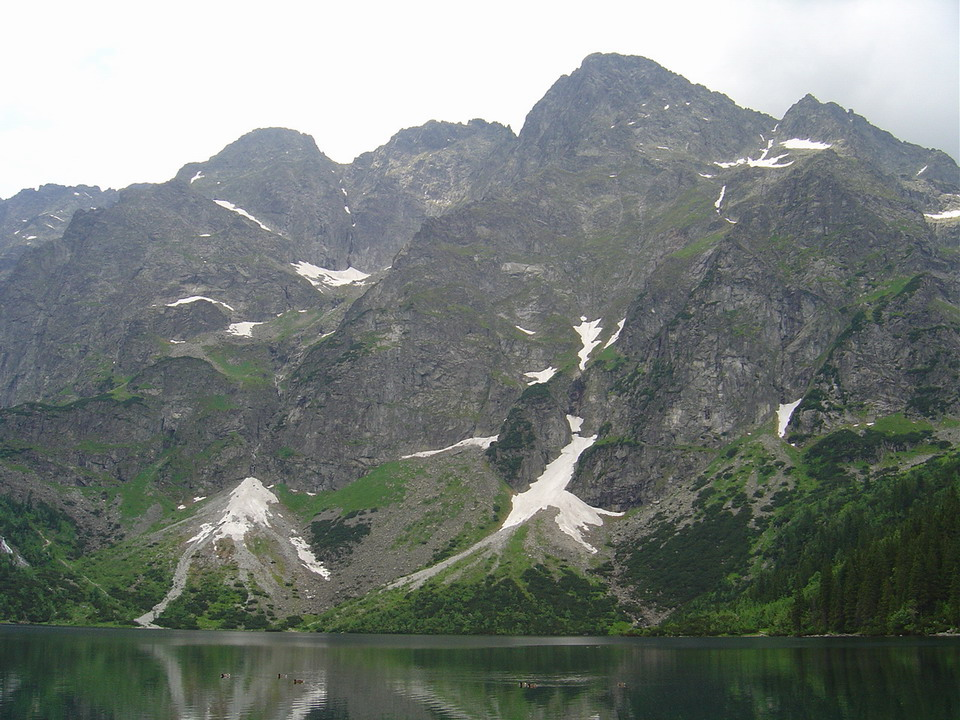
Tři Mengusovské štíty a úplně vpravo Čubrina, od Morského oka.
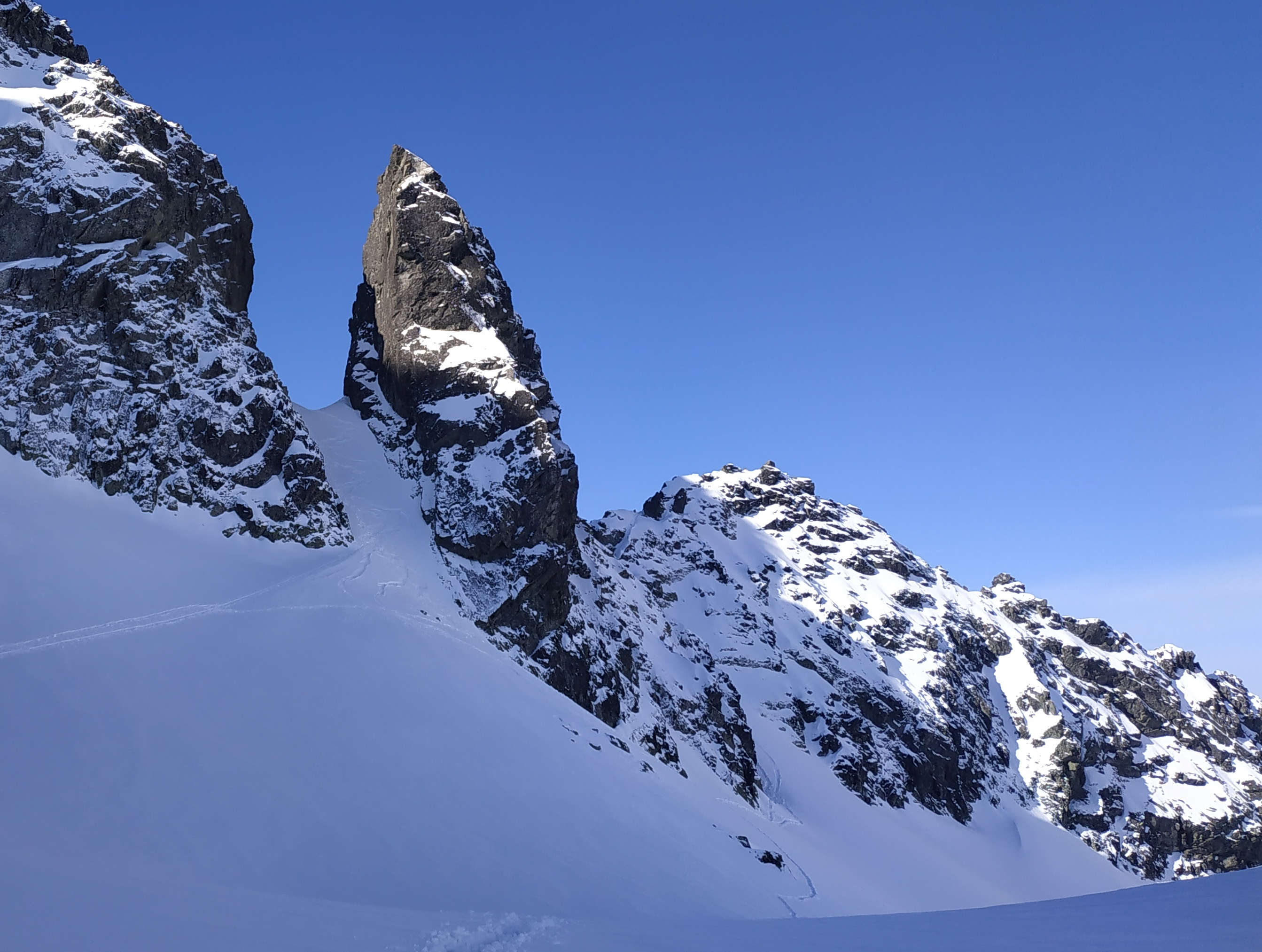
Dvě věže pod Čubrinou – Mnich a Druhý Mních.